# Виноградівка (Роздільнянський район)
Виноградівка (до 2016 року — Піонерське) — село в Україні, у Лиманській селищній громаді Роздільнянського району Одеської області. Населення становить 501 особа.
Станом на 1 травня 1967 року село Піонерське входило до складу Лиманської селищної ради.

## Населення
Згідно з переписом УРСР 1989 року чисельність наявного населення села становила 611 осіб, з яких 294 чоловіки та 317 жінок.
За переписом населення України 2001 року в селі мешкало 565 осіб.

### Мова
Розподіл населення за рідною мовою за даними перепису 2001 року:
| Мова       | Відсоток |
| ---------- | -------- |
| українська | 60,88 %  |
| російська  | 35,23 %  |
| молдовська | 2,27 %   |
| гагаузька  | 0,97 %   |
| болгарська | 0,32 %   |
| білоруська | 0,16 %   |